# KkStB 89
A kkStB 89 sorozat egy szertartályos gőzmozdony sorozat volt a Császári és Királyi Osztrák Államvasutaknál (kkStB), amely mozdonyok eredetileg a Kremstalbahn-tól (KTB) származtak.
A KTB ezt a négy kis szertartályos mozdonyt személyvonati és tolatószolgálatra szerezte be. A nyilvánvalóan bajor minta alapján épített mozdonyok a Krauss linzi gyárában épültek. A mozdonyokat a KTB a III sorozatba osztotta és a  MICHELDORF,  FRAUENSTEIN és STEYERLING neveket adta nekik. A vasúttársaság 1906-os államosítása után a kkStB a 89.01-04 pályaszámok osztotta ki nekik.
1918 után a mozdonyok a BBÖ-höz kerültek, ahol 1929-ig selejtezték őket.

## Fordítás
- Ez a szócikk részben vagy egészben  a   kkStB 89 című német Wikipédia-szócikk fordításán alapul.  Az eredeti cikk szerkesztőit annak laptörténete sorolja fel. Ez a jelzés csupán a megfogalmazás eredetét és a szerzői jogokat jelzi, nem szolgál a cikkben szereplő információk forrásmegjelöléseként.